# Význam
Význam je v jazykovědě to, co slovo, věta nebo text míní, co vyjadřuje, čili referent („význam slova les“).

## Znak a jeho význam
Člověka mimo jiné charakterizuje schopnost mluvit a rozumět řeči, Aristotelés ho definuje jako „živočicha s řečí“ (zóon logon echon). Řeč, věta, mluvené slovo jsou samy o sobě jako zvukové znaky, ale především odkazují k něčemu jinému a tak něco znamenají. Podobně psaná řeč, text, zachycuje řeč, která nese nějaký význam – pokud nenese, říkáme, že je nesrozumitelná nebo dokonce nesmyslná. Podobně nesou význam i jiné znaky, jako číslo, dopravní značka, matematický nebo jiný symbol.
Pro malé děti, které se učí mluvit, slovo přirozeně splývá se svým významem, takže nezkušeného člověka může překvapit, že jiní lidé říkají psovi the dog nebo der Hund. Proto už starověcí filosofové a lingvisté vložili mezi znak a jeho význam či referent pojem, lektón, který nezávisí na konkrétním jazyce a kromě toho označuje celou třídu věcí nebo témat.
Znaky, zejména slova, kromě toho nebývají jednoznačné a jejich význam často vyplývá teprve ze souvislosti či kontextu. Tak slovo „já“ může označovat kohokoli, kdo je vysloví, slovo „dnes“ kterýkoli den, kdy je vysloveno, a slovo „zde“ jakékoli místo, kde je mluvčí. Slovo „jdi“ znamená příkaz k chůzi, ale ve spojení „ale jdi!“ znamená pouze podiv, pochybnost o nějakém sdělení. I jiná slova mohou dostávat přenesený význam, například jako metafora.
Vztahy mezi znaky a významy se zabývá sémiotika a filosofie jazyka. Americký filosof Charles Sanders Peirce rozlišil tři hlavní typy tohoto vztahu:
- znak – index souvisí s významem přirozeně: kouř znamená, že hoří;
- znak – ikon se svému významu podobá, tak jako podobizna odkazuje k určité osobě;
- znak – symbol se k významu vztahuje díky společenské konvenci, kterou se lidé musí naučit: tak slovo „pes“ znamená v češtině psa, ale v latině nohu.